# Alwernia

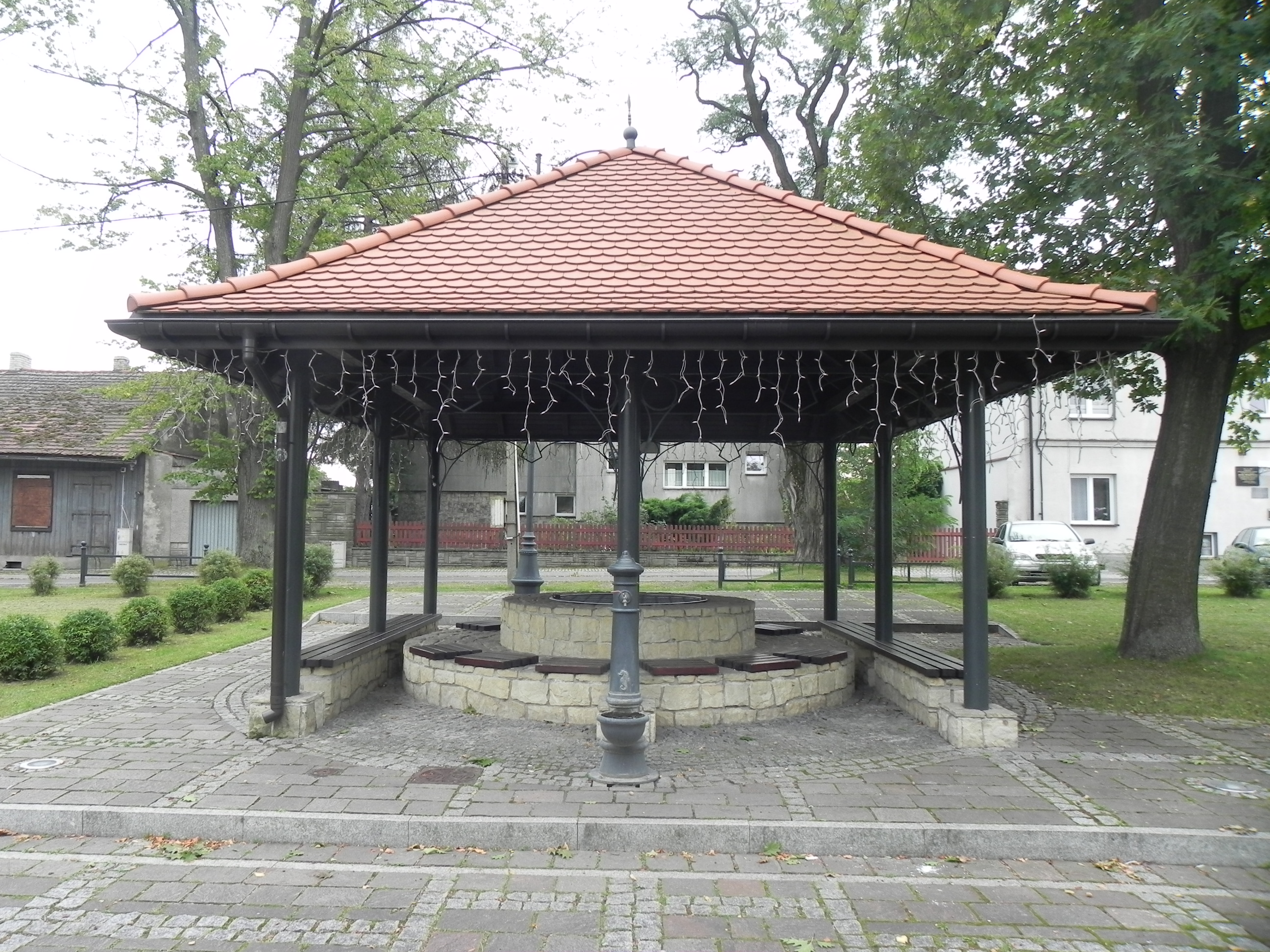
Hauptmarkt

Alwernia [al'vɛrɲa] ist eine Stadt in Polen im Powiat Chrzanowski in der Woiwodschaft Kleinpolen, 36 km westlich von Krakau gelegen. Sie ist Sitz der gleichnamigen Stadt-und-Land-Gemeinde mit etwa 12.650 Einwohnern. Der Ort besitzt eine große Chemiefabrik und ist ein Erholungs- und Touristenzentrum.

## Geschichte
Der Name der Stadt kommt von der Einsiedelei des heiligen Franz von Assisi in La Verna (Toscana) und wurde von dem Burgvogt Krzysztof Koryciński 1616 im nordwestlichen Teil des Dorfs Poręba Żegoty verliehen. Auf einer Anhöhe wurde 1625 bis 1656 ein Bernhardiner-Kloster gebaut. Die Kirche entstand zwischen 1630 und 1676.
Unterhalb des Klosters entwickelte sich ein Ort. 1776 erhielt der Ort das Recht, einen Markt abzuhalten, und 1796 wurde er als (kleines) Wirtschafts- und Verwaltungszentrum erwähnt. Bei der dritten Teilung Polens wurde Alwernia 1795 Teil des habsburgischen Kaiserreichs. In den Jahren 1815–1846 gehörte das Dorf zur Republik Krakau, 1846 wurde es als Teil des Großherzogtums Krakau wieder in die Länder des Kaisertums Österreich annektiert. Ab dem Jahr 1855 gehörte Alwernia zum Bezirk Chrzanów. 1899 wurde die Bahnstrecke Trzebinia–Skawce eröffnet.
1918, nach dem Ende des Ersten Weltkriegs und dem Zusammenbruch der k.u.k. Monarchie, wurde Alwernia Teil Polens. Unterbrochen wurde dies nur durch die Besetzung Polens durch die Wehrmacht im Zweiten Weltkrieg. Es gehörte dann zum Landkreis Krenau im Regierungsbezirk Kattowitz in der Provinz Schlesien (seit 1941 Provinz Oberschlesien).
1926 entstand im Süden des Ortes ein Chemiewerk; 2003 die größte Fabrik im Ort.
Durch die reizvolle Umgebung und die Nähe zu Krakau entwickelte sich der Ort und ihm wurde 1993 das Stadtrecht verliehen.

## Gemeinde
Zur Stadt- und Landgemeinde (gmina miejsko-wiejska) gehören neben der Stadt Alwernia zehn weitere Dörfer mit Schulzenämtern.

## Kultur und Sehenswürdigkeiten

### Museen
- Das älteste Feuerwehrmuseum Polens

### Bauwerke
- Bernhardinerkloster, der barocke Klosterkomplex der Bernhardiner. Berühmt ist das Kloster durch ein Gnadenbild: Ecce homo, das aus dem Besitz von Kaiser Ferdinand II. stammen soll.
- Marktplatz aus dem 18./19. Jahrhundert

## Wirtschaft und Infrastruktur
Neben Handwerk und Tourismus befindet sich in Alwernia das große Chemiewerk Alwernia S.A. Hauptproduktionszweig sind phosphor- und chromhaltige Produkte.